# Claire Lefilliâtre
Claire Lefilliâtre est une soprano française spécialisée dans le répertoire baroque.

## Biographie

### Jeunesse
Claire Lefilliâtre est d'abord initiée à la musique par sa grand-mère, flûtiste et professeur de chant. Sa tante est en outre pianiste de profession[réf. souhaitée].

### Apprentissage
Elle commence ses études de chant à l'âge de seize ans au Conservatoire à rayonnement régional de Caen. Elle y obtient un prix de chant et d'histoire de la musique. Par la suite, elle entame des études de théâtre et de cinéma à l'Université de Caen-Normandie. En parallèle, elle poursuit un cursus à l'École Nationale de Musique d'Alençon, avec Alain Buet comme professeur. Elle y obtient le prix d'excellence en 1996. C'est à partir de cette rencontre que Claire Lefilliâtre s'initie au chant de la musique ancienne, en particulier de la musique baroque.

### Carrière
Claire Lefilliâtre est la principale interprète de l'ensemble Le Poème harmonique de Vincent Dumestre, qu'elle rejoint en 1999 et chante dans de nombreuses productions de l'ensemble. Entre 2004 et 2011, elle participe aux représentations de la comédie-ballet Le Bourgeois gentilhomme de Molière et Jean-Baptiste Lully, à l'Opéra royal du château de Versailles, au Théâtre de Caen et à l'international au Teatro Canal de Madrid, notamment. Elle joue également Hermione dans la tragédie lyrique Cadmus et Hermione de Lully entre 2008 et 2010 à l'Opéra Comique notamment.

En 2004, elle est interprétée par l'actrice Natacha Régnier dans le film Le Pont des Arts d'Eugène Green.
En 2008, elle est invitée à jouer Annio dans La Clémence de Titus de Mozart à l'Opéra de Rouen sous la direction de Jérémie Rhorer et mis en scène par Alain Garichot. Elle chante également dans une production de L'Orfeo de Monteverdi de Claudio Monteverdi, sous la direction de Françoise Lasserre à la Cité de la Musique, qui sera reprise à Dehli en Inde en 2013.
Elle est également invitée par de nombreux ensembles étrangers, à Moscou, à l'auditorium du Théâtre du Bolchoï (récital de musique francaise avec l'ensemble Pratum Integrum), à Prague (récital Vivaldi Bononcini avec les orchestres Collegium Marianum et Arte Dei suonatori), à Sydney et Melbourne (spectacles avec l' Australian Brandenburg Orchestra - direction Paul Dyer, et la troupe Circa de Yaron Lifschitz), en Pologne (récital Vivaldi avec l'ensemble Arte Dei Suonatori, sous la directive de Martin Gester).
Elle collabore également avec l'ensemble bruxellois Oxalys, avec lequel elle donne des récitals autour des Chants d'Auvergne de Canteloube. Elle a enregistré avec eux les mélodies de Joseph Jongen et la Symphonie no 4 de Mahler.
En 2015, Claire Lefilliâtre donne en concert avec Le Poème Harmonique Airs de cour sous Louis XIII avec Marc Mauillon, enregistré en disque auparavant. La même année, elle chante avec l'ensemble Pulcinella au Festival Baroque de Pontoise le Salve Regina de Claudio Monteverdi.
En 2016, elle participe, en tant que chanteuse et comédienne, à la création du spectacle d'Aurélien Bory (compagnie 111) ESPAECE, autour de l'essai de Georges Perec, Espèces d'espaces. Ce spectacle, créé pendant le festival, à l'opéra d'Avignon sera joué plus de 80 fois, en France et à l'étranger (Rome, Séville, Leeuwarden, Brooklyn Academy of Music, etc.).
En 2019, elle participe à l'enregistrement des Vêpres de Claudio Monteverdi avec l'ensemble La Tempête dirigé par Simon-Pierre Bestion.

## Répertoire

### Style
Spécialisée dans le répertoire baroque et musique ancienne, la chanteuse s'est initiée à la voix (avec Valérie Guillorit) et à la déclamation et gestuelle baroque (avec respectivement Eugène Green et Benjamin Lazar) pour les rôles des opéras italiens et français du XVIIe siècle.

## Discographie sélective

### Enregistrements réalisés avec Le Poème harmonique
- 1999 L'Humaine Comédie d'Étienne Moulinié avec Sophie Watillon et Friederike Heumann (Alpha)
- 2001 Aux Marches du Palais (Alpha)
- 2001 Lamentations d'Emilio de Cavalieri (Alpha)
- 2002 Le Concert des Consorts de Pierre Guédron avec Sophie Watillon et Friederike Heumann (Alpha)
- 2002 Il Fasolo ? (Alpha)
- 2002 Tenebrae de Michel-Richard de Lalande (Alpha)
- 2003 Nova Metamorfosi (Alpha)
- 2003 Je meurs sans mourir d'Antoine Boesset (Antoine Boysset) (Alpha)
- 2004 Plaisir d'amour, avec Bruce Duisit et Isabelle Druet
- 2005 Le Bourgeois gentilhomme à l'Opéra royal du château de Versailles avec Benjamin Lazar (DVD) (Alpha), le grand prix du disque et du DVD de l'Académie Charles-Cros, catégorie musique baroque
- 2007 Carnets de voyages de Charles Tessier (Alpha)
- 2008 Cadmus & Hermione de Jean-Baptiste Lully et Philippe Quinault (DVD) (Alpha)
- 2010 Combattimenti Monteverdi-Marazzoli (dont le Lamento della Ninfa) (Alpha)

### Autres enregistrements
- Motets à une et deux voix d'André Campra avec Raphaële Kennedy et l'ensemble Da Pacem (Arion)
- Madrigali e Altre Musiche Concertate de Tarquinio Merula avec l'ensemble Suonare e Cantare (Pierre Verany)
- Muse honorons l'illustre & grand Henry de Claude Lejeune avec Les Pages & les Chantres du Centre de musique baroque de Versailles, dir. Olivier Schneebeli (Alpha)
- Histoire de la nativité de Heinrich Schütz avec Hans-Jörg Mammel et le Chœur de chambre de Namur et l'ensemble La Fenice, dir. Jean Tubéry (K617)
- Te Deum  H.146 de Marc-Antoine Charpentier avec le Chœur de chambre de Namur et l'ensemble La Fenice, dir. Jean Tubéry (Ricercar, 2004)
- Christ lag in Todesbanden de Johann Pachelbel avec le Chœur de chambre de Namur et l'ensemble Les Agrémens, dir. Jean Tubéry (Ricercar)
- la Musique - Mélodies de Joseph Jongen pour soprano, quatuor à cordes et piano. Ensemble Oxalys : Shirly Laub et Fred d'Ursel, violons, Elisabeth Smalt, alto, Amy Norrington, violoncelle et Jean-Claude Vanden Eynden, piano.
- Airs sérieux et à boire de Marc-Antoine Charpentier, Les Épopées, dir. Stéphane Fuguet (CSV 2023)

## Filmographie
- Claire Lefilliâtre enregistre avec le Poème harmonique, la chanson de Clément Janequin Toutes les nuits pour le film Toutes les nuits de Eugène Green.
- Claire Lefilliâtre prête notamment sa voix à Natacha Régnier pour l'interprétation du Lamento della ninfa de Monteverdi dans le film Le Pont des Arts réalisé par Eugène Green en 2004. L'ensemble des musiques de ce film sont interprétées par Le Poème harmonique dirigé par Vincent Dumestre.
- 2016 : elle joue un rôle dans Le Fils de Joseph, film d'Eugène Green.